# Colville Barclay
Colville Barclay, född 1869, och död 1929, var en brittisk diplomat.
Barclay inträdde 1894 på den diplomatiska banan. Han tjänstgjorde 1913-19 i Washington, D.C., där han 1918 blev brittisk minister. 1919-24 innehade han samma post i Stockholm, 1924-28 i Budapest och var från 1928 minister i Lissabon.